# 片岡愛之助 (第六代)

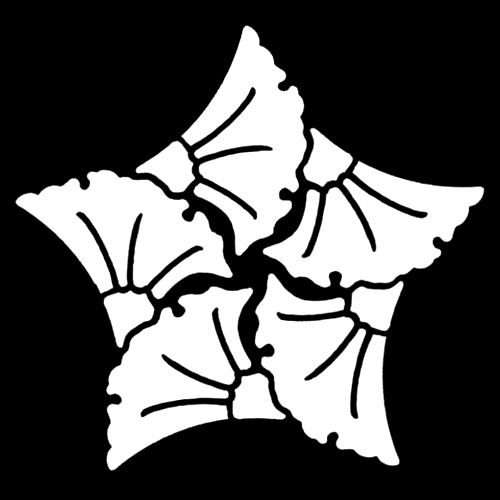
片岡愛之助的紋章，五枚銀杏

第六代片岡愛之助（日语：六代目 片岡 愛之助，1972年3月4日—）是日本歌舞伎演員，本名片岡寬之，屋号為松嶋屋，紋章為五枚銀杏。為歌舞伎名跡「片岡愛之助」的現任襲名者。亦为上方舞楳茂都流四世家元，袭名三代目楳茂都扇性。其妻為演員藤原紀香。

## 生平
1972年3月4日在大阪府堺市出生，出生时名为山元宽之。昵称“拉布林”（日文原文为）源自其名迹“愛之助”。他出生于與歌舞伎無緣，從事螺絲生產的家庭（双亲在他20多岁时相继去世）。1977年，宽之參加了松竹艺能的子役選拔，並成功獲選。之后在大阪，通过同经纪公司的艺人养成所，宽之积攒了不少现代剧的舞台公演经历，開始了其戲劇演員的生涯。
1979年，宽之以子役的身份參與了藤山直美主演電視劇《勝利之前无所欲》（欲しがりません勝つまでは）的演出，成为其電視劇处女作。1981年，歌舞伎演員第十三代片岡仁左衛門發現宽之擁有高水平的歌舞伎表演能力，並且對歌舞伎有興趣，在二代目片冈秀太郎的指引下將他收為學徒，进入片冈一门，成为第十三代片冈仁左卫门的部屋子。此后，宽之袭名「片岡千代丸」，參與了京都南座上演的《劝进帐》的演出，开始踏入了歌舞伎的舞台生涯。1992年，虽身为家中长男的他，成為第二代片岡秀太郎的養子，因此在大阪中座上演的『勧進帳』中饰演駿河次郎，袭名六代目片岡愛之助
1994年，愛之助獲名題昇進。之後，他陸續獲得了多項獎項，其中包括1997年的開吧，這朵花賞（咲くやこの花賞）、2002年的国立劇場優秀賞、2003年的大阪舞台藝術新人賞、2005年的大阪舞台藝術獎勵賞和2006年的松尾藝能賞新人賞。
愛之助是一位結合了當代新穎戲劇和傳統戲劇元素的歌舞伎演員。除了舞伎外，愛之助還參與了不少電影和電視劇的演出，其中包括電影《我想成为贝壳》、《筑城武士》和《小川之邊》，以及電視劇《99年的愛》、《半澤直樹》。

## 人物
1981年进入片冈一门成为第十三代片冈仁左卫门的部屋子，成为第二代片冈秀太郎的养子后，一直以此身份在上方歌舞伎中活跃。爱之助是少數來自大阪又住在大阪的歌舞伎演員。他在初中毕业后便想成為一名歌舞伎演員，因其親生父母说“至少完成高中學業”，一直上学到了高中毕业。之后到底是要继续大学进修，或是成为一名专业的歌舞伎演员等道路，爱之助得到了自由的选择，他根据本人的希望而选择成为了一名专职的歌舞伎演员。当秀太郎提出要收养其成为养子的时候，虽身为长子，但其父母立即同意了。
因為愛之助擁有端正的面貌，所以大多飾演美男子角色。过去常飾演女性角色，现在则是专门的立役演员。2008年12月10日，他成为了上方舞楳茂都流的四世家元，袭名「楳茂都扇性」（第三代）。
2011年、女性周刊杂志《女性Seven》（小学館）3月3日号爆出其与原陪酒小姐之间有一位已经上小学五年级（当时）的私生子，爱之助在之后的见面会就此报道承认“该报道大体上是事实”、他虽然没有承认儿子的身份，但是有定期支付抚养费、当问及今后是否会承认儿子的身份，爱之助回答“等孩子再大一些了之后，将会听从他本人的意见。
2013年，他在TBS電視台周日劇場連續劇《半澤直樹》中飾演大阪國稅局查察部統括官及後出任金融廳檢察官黑崎駿一。在劇中，黑崎駿一是一位帶有女性性格的人，並且會以狠捏男性下屬的下體作為懲罰。隨著《半澤直樹》的收視率持續上升，以及愛之助良好的演技，他的知名度大增，包括擔任第64回NHK紅白歌合戰客席審查員。

## 作品

### 歌舞伎
- 平成若眾歌舞伎
- 淺草歌舞伎
- 松竹大歌舞伎
- 花形歌舞伎

### 舞台
- 蝉时雨（2007年，松竹座，藤澤周平原作，河毛俊作导演）
- 命运（2008年，御園座，橋田壽賀子原作，石井福子导演）
- 明日的幸福（2008年，南座、中野實原作、石井福子导演）
- 紅堡 黑砂（2009年，南座日生劇場，威廉·莎士比亚原作，蓬萊龍太編劇）
- 好色一代男（2011年8月，御園座，井原西鶴原作，岡本悟編劇、导演）

### 電視劇
- 銀河电视剧场《勝利之前无所欲》（1979年，NHK綜合頻道）以成为片冈家的养子之前之本名山元寛之，作为子役参与演出
- 眠狂四郎無賴控（日语：眠狂四郎無頼控 (1983年のテレビドラマ)） 第10話「慘敗復仇！神秘的誕生之謎」（1983年，東京電視台）
- 时代剧 夜樱阿染（日语：夜桜お染）（2003–2004年，富士電視台） - 瓦葺（真实身份为密探）・音次
- 水户黄门 第33部 最終回SP「大對決！八百八鎮日本晴」（2004年、TBS電視台） - 若年寄 小田切土佐
- 正月時代劇 新选组！！土方岁三最后的一日（日语：新選組!! 土方歳三 最期の一日） （2006年，NHK） - 榎本武揚
- 浪花之华〜绪方洪庵事件簿〜（日语：浪花の華〜緒方洪庵事件帳〜） 声音出演（2009年1月 - 3月，NHK）
- TBS 60周年記念電視劇 「99年的愛」（2010年11月6日，TBS）- 夏木（美陸軍第442連隊員）
- 钢之女（日语：ハガネの女） 第二季（2011年4月 - 6月，朝日電視台） - 上川俊一
- 愛情劇SP 黄昏流星群（2012年6月26日，關西電視台）- 仰木光弘
- 半澤直樹（2013年7月 - 9月，TBS） - 黑崎駿一
- 玻璃之家（2013年9月 - 10月，NHK） - 村木陽介
- NHK大河劇
  - 真田丸（2016年） - 大谷吉繼
  - 麒麟來了（2020年） - 今川義元
  - 鎌倉殿的13人（2022年） - 北條宗時
  - 豈有此理〜蔦重繁華如夢故事〜（2025年） - 鱗形屋孫兵衛
- 刑事7人（朝日電視台）- 山下巧
  - 第一季（2015年7月15日 - 9月9日）
  - 第二季（2016年7月13日 - 9月14日）
  - 第三季（2017年7月12日 - 9月13日）
  - 第四季 第3話（2018年7月25日）
  - 第五季 第1話（2019年7月10日）
- 不沉的太陽（2016年5月 - 9月，WOWOW） - 渡里(東京地檢特搜部 檢事)
- NHK晨間劇 萬福 (電視劇)（2018年10月 - 2019年3月，NHK） - 加地谷圭介
- Doctor-Y～外科醫·加地秀樹～（2019年10月6日，朝日電視台） - 木田光彥
- 半澤直樹 第二季（2020年7月 - 9月，TBS） - 黑崎駿一
- 戀愛漫畫家（2021年4月 - 6月17日，富士電視台） - 向後達也
- 倫敦的山本五十六（2021年12月30日，NHK綜合） - 堀悌吉
- Chaser Game（2022年9月9日 - 10月28日，東京電視台） - 松山社長
- 警視廳局外人（2023年1月5日 - 3月2日，朝日電視台） - 有働弘樹
- 大奧「8代・徳川吉宗×水野祐之進篇」（2023年1月10日 - ，NHK綜合） - 藤波

### 電影
- 西伯利亚特快列车（日语：シベリア超特急）5（2005年）
- Beauty（日语：Beauty うつくしいもの）（2007年） - 雪夫
- 宮城野（日语：宮城野 (映画)） （2008年） - 矢太郎
- 我想成为贝壳（2008年） - 日高大尉
- 筑城武士（日语：築城せよ!）（2009年） - 石崎祐一/恩大寺隼人将
- 小川之边（日语：小川の辺）（2011年） - 佐久間森衛
- 《劇場版 假面騎士鎧武 足球大決戰！黃金果實爭奪杯！》（2014年） -  / （声）

### 電視動畫
- 付喪神出租中（2018年）－旁白[7]

### 動畫電影
- 電影版妖怪手錶：誕生的秘密喵！（2014年） - 巫婆姥姥
- LUPIN THE IIIRD THE MOVIE 不死身的血族（2025年） - ムオム[8]

### CM
- Onward 樫山 男性西装品牌「五大陸」（2013年10月 - ）
- Autobacs Seven  汽车用品店「Autobacs」（2013年10月 - ）

### 書籍
- 《歌舞伎修業―片岡愛之助的青春》 松島真裡乃著，2002年7月，生活人新書
- 写真集《愛之助》 2009年2月，PIA
- 雑誌《演劇界》[9]
- 雑誌《Richer》 2013年 02月（京阪神Lmaga雜誌）
- 雑誌《婦人画報》 2013年 03月（HOST婦人画報社）
- 雑誌《BEST STAGE》 2013年 03月（音樂与人）
- 雑誌《女性自身》 2013年4月9日（光文社）
- 雑誌《週刊文春》 2013年8月22日（文藝春秋）
- 雑誌《週刊現代》 2013年8月31日（講談社）
- 雑誌《CREA》 2013年 09月号（文藝春秋）

### 其他活动及代言
- 大阪市中央区 大阪歴史博物館 9F：中世近世层、导览视频中文楽人形・浪花屋寅之助的声音扮演。
- Bluebell Group 2013年 香水大使
- The Grandtiara 「愛舞台」 - 婚嫁和服系列

## 外部連結
- 片岡愛之助的Ameba部落格（日語）
- 片岡愛之助的Instagram帳戶
- http://www.kabuki.ne.jp/meikandb/meikan/actor/12 （页面存档备份，存于）